# Marcin Siedlarz
Marcin Siedlarz (Cracovia, 15 febbraio 1988) è un ex calciatore polacco, di ruolo centrocampista.

## Carriera
Con la maglia del Górnik Zabrze ha collezionato 10 presenze nella stagione 2004-2005 del massimo campionato polacco, e 15 presenze con una rete nell'annata successiva, sempre in massima serie.
Nella stagione 2006-2007 ha militato nel massimo campionato italiano con il Siena, senza giocare alcuna partita.